# Kalistrontite
La kalistrontite è un minerale appartenente al supergruppo della palmierite.